# Plantago goudotiana
Plantago goudotiana är en grobladsväxtart som beskrevs av Joseph Decaisne. Plantago goudotiana ingår i släktet kämpar, och familjen grobladsväxter. Inga underarter finns listade i Catalogue of Life.